# 加拉韦
加拉韦（法語：Garravet，法語發音：[ɡaʁavɛ]）是法国西南部热尔省的一个市镇，属于欧什区。

## 地理
加拉韦（43°24'51"N, 0°54'49"E）面积9.09 平方千米，位于法国奧克西塔尼大區热尔省，该省份为法国西南部内陆省份，北起顺时针与洛特-加龙省、塔恩-加龙省、上加龙省、上比利牛斯省、大西洋比利牛斯省和朗德省接壤。
与加拉韦接壤的市镇（或旧市镇、城区）包括：弗龙蒂尼昂萨韦斯、马尔蒂塞尔、米朗博、埃斯庞、蒙塔代、皮洛西克、圣利济耶迪普朗泰。

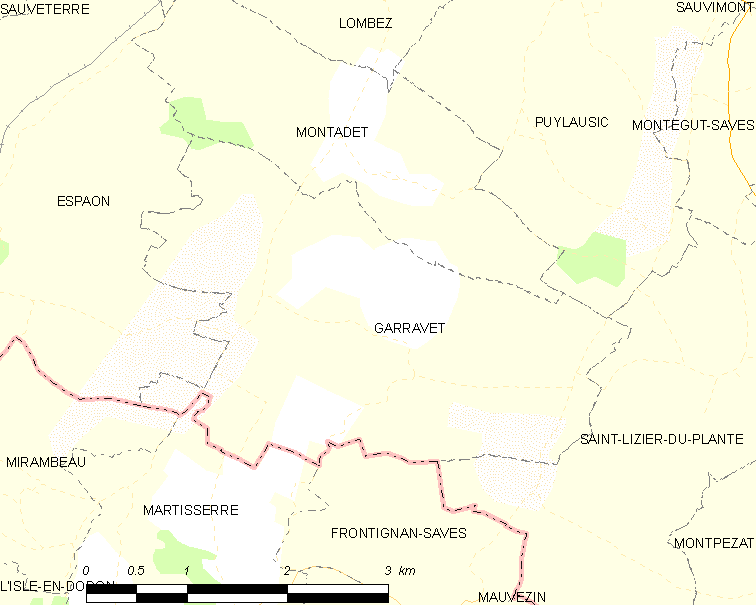
加拉韦的OSM定位图

加拉韦的时区为UTC+01:00、UTC+02:00（夏令时）。

## 行政
加拉韦的邮政编码为32220，INSEE市镇编码为32138。

## 政治
加拉韦所属的省级选区为萨沃河谷县。

## 人口

1962-2008年间加拉韦人口变化图示

加拉韦于2022年1月1日时的人口数量为148人。